# 甘迺迪·米克斯
甘迺迪·拉肖德·米克斯（1995年2月5日—）為美國男子籃球運動員，現效力於台灣職業籃球大聯盟新竹御嵿攻城獅。

## 早年
米克斯生於北卡罗来纳州夏洛特，2017年在NCAA男子籃球最後四強決賽最終關頭阻止對手岡薩加大學的投射，讓北卡羅來納大學教堂山校區成功收下隊史第六冠。

## 職業生涯
2018年11月22日，米克斯加盟B1聯賽三河海馬。2019年8月7日，B1聯賽Levanga北海道與米克斯達成協議。2020年3月20日，Levanga北海道應米克斯的要求終止合約。12月8日，韓國籃球聯賽（KBL）首爾三星雷霆引進米克斯頂替杰西·戈万。12月19日，米克斯完成KBL首秀。2021年2月4日，米克斯與李官熙被首爾三星雷霆交易至昌原LG獵隼，換取特里科·怀特和金時來。2月26日，米克斯被傷癒復出的卡迪·拉兰纳頂替。
2021年9月29日，法國籃球甲級聯賽紹萊與米克斯簽下賽季合約。2022年7月2日，米克斯加盟多明尼加聯賽普拉塔港水手。米克斯代表普拉塔港水手出賽的第一場比賽遭遇阿基里斯腱斷裂，經過八個月休養，於2023年4月恢復籃球訓練。2023年9月13日，P. LEAGUE+桃園璞園領航猿與米克斯簽約，中文登錄名為「密克斯」。2024年10月1日，米克斯加盟台灣職業籃球大聯盟新竹御嵿攻城獅，中文登錄名為「米克獅」。

## 外部連結
- 甘迺迪·米克斯在fiba.basketball（英语）
- 甘迺迪·米克斯在NBA G聯盟（英语）
- 甘迺迪·米克斯在法國籃球甲級聯賽（法语）
- 甘迺迪·米克斯在B聯賽（日语）
- 甘迺迪·米克斯在韓國籃球聯賽（英语）
- 甘迺迪·米克斯在P. LEAGUE+
- 甘迺迪·米克斯在台灣職業籃球大聯盟
- 甘迺迪·米克斯在Basketball-Reference.com（NBA）（英语）
- 甘迺迪·米克斯在Basketball-Reference.com（NBA G聯盟）（英语）
- 甘迺迪·米克斯在Basketball-Reference.com（國際）（英语）
- 甘迺迪·米克斯在Sports-Reference.com（NCAA）（英语）
- 甘迺迪·米克斯在Eurobasket.com（球員）（英语）
- 甘迺迪·米克斯在RealGM（英语）
- 甘迺迪·米克斯在Proballers（英语）
- 甘迺迪·米克斯在Flashscore（英语）